# Wellington da Silva de Souza
Wellington da Silva de Souza (født 27. maj 1987) er en tidligere brasiliansk fodboldspiller.